# Boris i Gleb
Boris i Gleb (ruski: Борис и Глеб, † između 1015. i 1019.) bili su prvi sveci kanonizirani u Kijevskoj Rusiji nakon njezina pokrštavanja. Njihov spomendan obilježava se 24. srpnja (6. kolovoza po julijanskom kalendaru).

## Povijest
Prema spisu iz 11. stoljeća Životi Borisa i Gleba, koji je pripisan Nestoru Hagiografu i Jakovu Monahu, bili su mlađa djeca kneza Vladimira Velikog. Primarna kronika navodi da im je majka bila Bugarka. Boris je vladao Rostovom Velikim i smatran je nasljednikom kijevskog prijestolja, dok je maloljetni Gleb upravljao udaljenim gradom Muromom.
Oba brata su ubijena tijekom kijevske krize nasljeđivanja 1015. – 1019. Primarna kronika krivi njihova brata Svjatopolka za njihove atentate. Kada je Boris saznao za prirodnu smrt oca kneza Vladimira Velikog, odbio je borbu protiv starijeg brata Svjatopolka: „Neka ne dižem ruku na svog starijeg brata. Neka moj brat zauzme mjesto mog oca u mom srcu”.
Unatoč Borisovom prihvaćanju, Svjatopolk ga je dao ubiti. Boris je izboden dok je spavao u šatoru, a zatim dokončan mačem. Gleb je, vjerujući da je otac živ, pohitao k njemu, ali ga je ubio vlastiti kuhar Torčin prerezavši mu grkljan.
Nepristrani strani izvori sugeriraju da je Boris zapravo naslijedio oca u Kijevu, što dovodi u pitanje vjerodostojnost hagiografskih izvora.

## Štovanje
Boris i Gleb priznati su kao mučenici, jer se nisu nasiljem odupirali zlu. Borisove i Glebove relikvije nalazile su se u crkvi sv. Vasilija u Višgorodu, koja je kasnije uništena.
Borisa i Gleba kanonizirala je Ruska pravoslavna Crkva 1071. godine. Pokopani su u Višgorodskoj katedrali, koja im je posvećena. Mnoge druge ukrajinske i ruske crkve kasnije su nazvane po njima.
Godine 1095. dijelovi relikvija oba svetaca premješteni su u samostan Sázava u Kneževini Češkoj i umetnuti u jedan od oltara.
Katolička Crkva kanonizirala je braću 1724. godine, za vrijeme papinstva Benedikta XIII. Godine 2011. spomenik Borisu i Glebu podignut je u Višgorodu u Ukrajini. Autori spomenika su Boris Krilov i Oles Sydoruk.